# Rosita Arvigo
Rosita Arvigo (geboren 1941 in Chicago, Illinois) ist eine US-amerikanische Dozentin, Autorin und Pflanzenheilkundige. Sie machte es sich zur Aufgabe, die Pflanzenwelt im Allgemeinen und ihre Einflüsse auf die menschliche Gesundheit im Besonderen zu erforschen.

## Leben
Rosita Arvigo wurde 1941 in Chicago als Kind von iranischen und italienischen Einwanderern geboren. Geprägt von den Motivationen ihrer Generation schloss sie sich in den 1960er Jahren einer Hippie-Bewegung in San Francisco an, der Messiah’s World Crusade bzw. One World Family. Zusammen mit dieser Bewegung hatte Rosita das Ziel, frische und ökologisch angebaute Lebensmittel in den USA zu etablieren. Später lebte und unterrichtete sie in der Kommune Black Bear Ranch im Siskiyou County im Norden Kaliforniens. In den 1970er Jahren floh sie zusammen mit ihrem Lebensgefährten, ihrem Sohn und einem weiteren Paar auf Grund des Vietnamkriegs nach Mexiko. Während ihrer Zeit in Mexiko studierte sie verschiedene Pflanzen mit diversen medizinischen Heilkräften und die traditionelle aztekische Medizin. 1975 verließ Rosita Mexiko, nachdem ihre Familie auseinandergebrochen war, wozu es keine weiteren Angaben gibt, und wurde Assistant Health Director am Shangri-la Institute of Natural Hygiene in Bonita Springs in Florida. 1976 kündigte sie an diesem Institut und zog schwanger nach Belize, um dort in einer ökologischen Obstzucht zu arbeiten. 1977 brachte sie ihre Tochter in San Ignacio zur Welt. Zusammen mit ihr kehrte sie 1979 in ihre ursprüngliche Heimat Chicago zurück, um dort Naprapathie, ein auf Massage beruhendes Heilverfahren, zu studieren. Nach ihrem erfolgreichen Abschluss zog sie 1982 zusammen mit ihrem neuen Ehemann, ihrer Tochter und einem Naprapathie-Kollegen zurück nach Belize, wo sie sich einige Hektar wilden Regenwald kauften und eine alternativmedizinische Klinik gründeten, die sie bis 2010 betrieben. 1983 wurde sie von Don Elijio Panti, einem traditionellen Heiler, als Schülerin angenommen und lernte von ihm, bis er 1996 im Alter von 103 Jahren starb. Eine weitere Mentorin von Rosita Arvigo war die Hebamme Hortence Robinson. 1987 gründete Rosita Arvigo zusammen mit Gregory Shropshire und Michael J. Balick die Ix Chel Tropical Research Foundation, die sich der Bewahrung des Wissens um traditionelle Medizinpflanzen in Belize und Mexiko widmet. Rosita Arvigo organisierte auch mehrere Konferenzen der 1992 gegründeten Belize Association of Traditional Healers (BATH). Zur Weitergabe ihres Wissens, darunter fruchtbarkeitsfördernde Methoden, gründete sie The Arvigo Institute, welches auch den Elijio-Panti-Nationalpark unterstützt.

## Fachliche Fokussierung
In den frühen 1970er Jahren hielt sich Rosita Arvigo in verschiedenen sehr ländlichen und abgelegenen Regionen in Guerrero in Mexiko auf, wo sie, wie sie es selbst bezeichnet, eine lebensverändernde Erfahrung machte. In den Dörfern kam sie das erste Mal mit der traditionellen Medizin des Landes in Kontakt. Eines Abends wurde sie überraschend gebeten, bei der Hausgeburt einer ihrer Nachbarinnen zu assistieren. Die ältere Frau, die als Hebamme agierte, behandelte die als Komplikation nach der Geburt auftretenden Blutungen erfolgreich und setzte dabei unter anderem einen Tee aus roten Rosen ein. Der Wunsch, mehr über den Einsatz von Pflanzen für traditionelle Medizin zu erfahren, brachte Rosita Arvigo zur Pflanzenheilkunde. Jahre später lernte sie, dass Rosen Adstringentien wie Tanninsäure und Gallotanninsäure enthalten, die blutstillend wirken. Rosita Arvigo zufolge half ihr die Signaturenlehre, die sie selbst als „stille Sprache der Pflanzen“ bezeichnet, auf dem Weg zu einem besseren Verständnis der Pflanzenheilkunde.

## Kontroversen
Bisweilen kritisiert wurden ihre unternehmerische Herangehensweise an die traditionelle Medizin – beispielsweise die Lizenzierung bestimmter Techniken unter ihrem Namen bzw. der LLC The Arvigo Institute – sowie der Fokus auf vermeintlich reine Maya-Überlieferung unter Ausschluss anderer Traditionen im multikulturellen Belize. Dem Vorwurf kultureller Aneignung widerspricht Rosita Arvigo mit Verweis darauf, dass sie das Wissen von Don Elijio Panti nicht ohne seine Erlaubnis erhalten habe.

## Veröffentlichungen

### Wissenschaftliche Artikel (Auswahl)
- mit Michael J. Balick und Leopoldo Romero: The Development of an Ethnobiomedical Forest Reserve in Belize: Its Role in the Preservation of Biological and Cultural Diversity. In: Conservation Biology. Band 8, Nr. 1, 1994, S. 316–317, JSTOR:2386756 (englisch).
- mit Michael J. Balick, Gregory Shropshire und Robert Mendelsohn: Ethnopharmacological studies and biological conservation in Belize. In: Michael J. Balick / Elaine Elisabetsky / Sarah A. Laird (Hrsg.): Medicinal resources of the tropical forest. Biodiversity and its importance to human health. New York 1996, S. 326–333 (englisch, eingeschränkte Vorschau in der Google-Buchsuche).
- mit Michael J. Balick, Gregory Shropshire, Jay Walker, David Campbell und Leopoldo Romero: The Belize Ethnobotany Project. Safeguarding medicinal plants and traditional knowledge in Belize. In: Maurice M. Iwu / Jacqueline C. Wootton (Hrsg.): Ethnomedicine and drug discovery (= Advances in Phytomedicine. Band 1). 2002, S. 267–281, doi:10.1016/S1572-557X(02)80032-0 (englisch).
- mit Donald F. Slish und Michael J Balick: Alseis yucatanensis: a natural product from Belize that exhibits multiple mechanisms of vasorelaxation. In: Journal of Ethnopharmacology. Band 92, 2004, S. 297–302, doi:10.1016/j.jep.2004.03.003 (englisch).
- mit Michael J. Balick und Jillian M. De Gezelle: Feeling the Pulse in Maya Medicine: An Endangered Traditional Tool for Diagnosis, Therapy, and Tracking Patients’ Progress. In: Explore: The Journal of Science and Healing. Band 4, Nr. 2, 2008, S. 113–119, doi:10.1016/j.explore.2007.12.002 (englisch).

### Sachbücher und Autobiographisches
- mit Michael J. Balick: Rainforest Remedies. One hundred healing herbs of Belize. Lotus Press, Twin Lakes 1993 (221 Seiten; 2., revidierte und erweiterte Auflage 1998, 283 Seiten, eingeschränkte Vorschau in der Google-Buchsuche).[13]
  - Die Medizin des Regenwaldes. Heilende Kräfte der Maya-Medizin. Die 100 heilenden Kräuter von Belize. Windpferd, Aitrang 1994, ISBN 978-3-89385-137-9 (254 Seiten).
- mit Nadine Epstein: Sastun. My Apprenticeship with a Maya Healer. Harper, San Francisco 1994 (190 Seiten).[14]
  - Mein Leben als Medizinfrau. Eine Frau entdeckt die magischen Kräfte einer uralten Heilkunst. Scherz, Bern/München/Wien 1995, ISBN 978-3-502-18015-9 (254 Seiten).
  - mit Guido Verweyen (Produzent): Sastun: My Apprenticeship with a Maya Healer (Film, 20 min).
- mit Nadine Epstein: Rainforest Home Remedies. The Maya Way to Heal your Body and Replenish Your Soul. Harper, San Francisco 2001 (221 Seiten).
  - Die Maya-Hausmedizin: Kräuterrezepte, Massage, Geistheilung. Integral, München 2001, ISBN 978-3-7787-9083-0 (300 Seiten).
- mit Nadine Epstein: Spiritual Bathing. Healing rituals and traditions from around the world. Celestial Arts, Berkeley 2003 (182 Seiten).
- Food of the Gods. Vegetarian cooking in Belize. Cubola Books, Belize 2010 (157 Seiten).
- Plantas Medicinales usadas en el norte de Guanajuato. Medicinal Plants used in northern Guanajuato. 2012 (112 Seiten, spanisch/englisch).
- mit Michael J. Balick: Messages from the gods. A guide to the useful plants of Belize. Oxford University Press, New York 2015 (539 Seiten, eingeschränkte Vorschau in der Google-Buchsuche).[15]
- The Urban Herbalist. A guide to medicinal plants of Midwest cities. Story Bridge Books, Tucson 2018 (252 Seiten; 2. Auflage: The Urban Herbalist. A Guide to Medicinal Plants of American Cities. 2019, 267 Seiten).

### Belletristik
- The Oracle of Ix Chel. Story Bridge Books, Tucson 2015 (201 Seiten).
- The Island of Women. Story Bridge Books, Tucson 2016 (225 Seiten).